# WTA-toernooi van Mérida
Het WTA-toernooi van Mérida is een jaarlijks terugkerend tennistoernooi voor vrouwen dat 
wordt georganiseerd in de Mexicaanse stad Mérida. De officiële naam van het toernooi is Mérida Open Akron.
De WTA organiseert het toernooi, dat sinds 2025 in de categorie "WTA 500" valt en wordt gespeeld op hardcourtbanen. Het kwam in de plaats van het WTA 250-toernooi van Guadalajara.
De eerste editie vond plaats in 2023, behoorde tot de categorie WTA 250 en werd gewonnen door de Italiaanse Camila Giorgi. De tweede editie, in 2024, werd verplaatst van februari naar oktober/november. De derde editie, in 2025, keerde terug naar februari, maar opgewaardeerd naar categorie WTA 500.

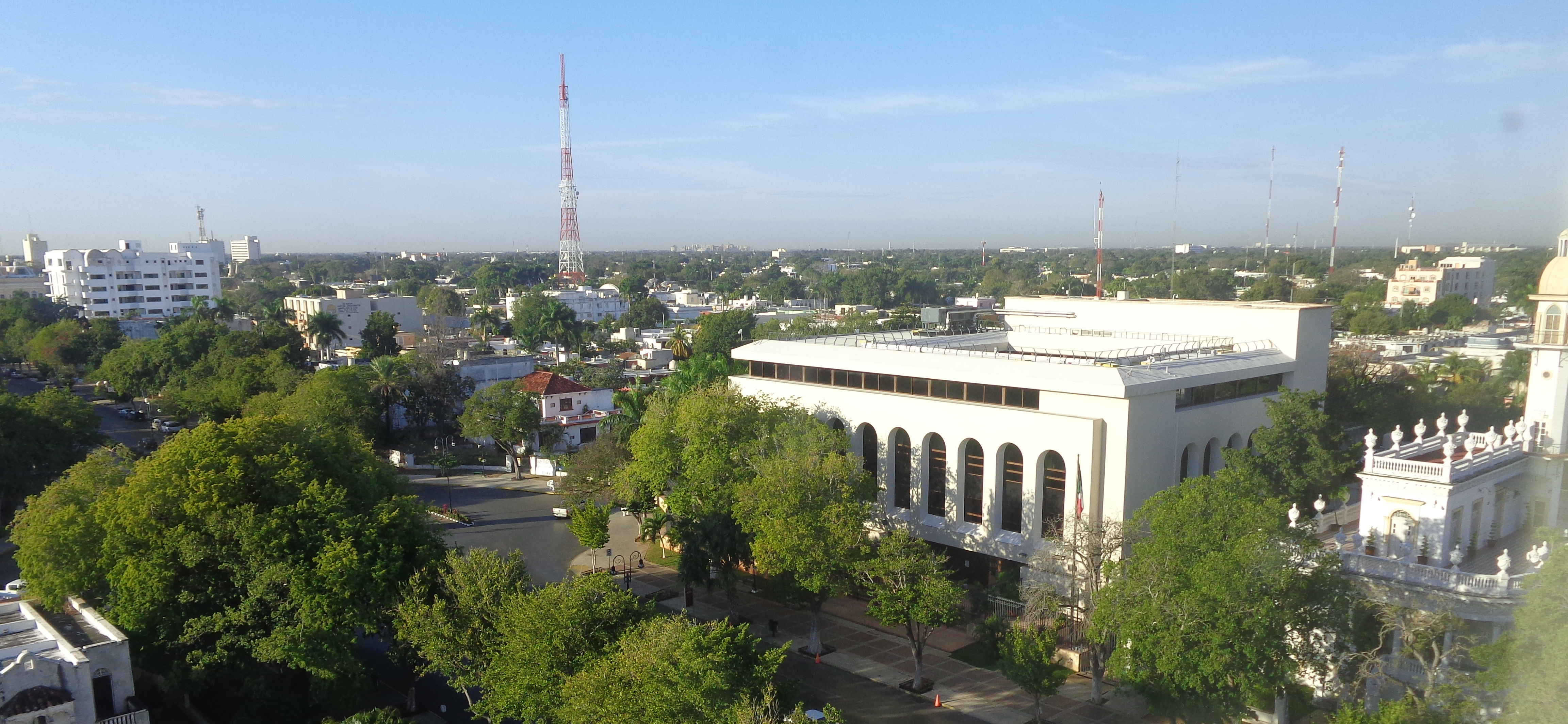
Aanzicht van Mérida

## Finales

### Enkelspel
| Datum      | Naam        | Cat.    | ($)       | Ondergrond        | Winnares      | Verliezend finaliste | Uitslag       |         |
| ---------- | ----------- | ------- | --------- | ----------------- | ------------- | -------------------- | ------------- | ------- |
| 2023-02-20 | Mérida Open | WTA 250 | 259.303   | hardcourt, buiten | Camila Giorgi | Rebecca Peterson     | 7-6, 1-6, 6-2 | details |
| 2024-11-03 | Mérida Open | WTA 250 | 267.082   | hardcourt, buiten | Zeynep Sönmez | Ann Li               | 6-2, 6-1      | details |
| 2025-02-24 | Mérida Open | WTA 500 | 1.064.510 | hardcourt, buiten | Emma Navarro  | Emiliana Arango      | 6-0, 6-0      | details |

### Dubbelspel
| Datum      | Naam        | Cat.    | ($)       | Ondergrond        | Winnaressen                          | Verliezend finalistes            | Uitslag  |         |
| ---------- | ----------- | ------- | --------- | ----------------- | ------------------------------------ | -------------------------------- | -------- | ------- |
| 2023-02-20 | Mérida Open | WTA 250 | 259.303   | hardcourt, buiten | Caty McNally Diane Parry             | Wang Xinyu Wu Fang-hsien         | 6-0, 7-5 | details |
| 2024-11-03 | Mérida Open | WTA 250 | 267.082   | hardcourt, buiten | Quinn Gleason Ingrid Gamarra Martins | Magali Kempen Lara Salden        | 6-4, 6-4 | details |
| 2025-02-24 | Mérida Open | WTA 500 | 1.064.510 | hardcourt, buiten | Katarzyna Piter Mayar Sherif         | Anna Danilina Irina Chromatsjova | 7-6, 7-5 | details |